# BOSS Open 2024
BOSS Open 2024 byl tenisový turnaj na mužském profesionálním okruhu ATP Tour hraný v tenisovém klubu Weissenhof. Čtyřicátý šestý ročník Stuttgart Open probíhal mezi 10. a 16. červnem 2024 v německém Stuttgartu na otevřených travnatých dvorcích. Generálním sponzorem se potřetí stala německá oděvní firma Hugo Boss.
Turnaj dotovaný 812 235 eury patřil do kategorie ATP Tour 250. Nejvýše nasazeným singlistou se po odhlášení Zvereva stal patnáctý tenista světa Ben Shelton ze Spojených států amerických. Jako poslední přímý účastník do hlavní soutěže nastoupil britský 77. hráč žebříčku Andy Murray. V důsledku invaze Ruska na Ukrajinu na konci února 2022 řídící organizace tenisu ATP, WTA a ITF s grandslamy rozhodly, že ruští a běloruští tenisté mohli dále na okruzích startovat, ale do odvolání nikoli pod vlajkami Ruska a Běloruska.
První titul na okruhu ATP Tour ve dvouhře vyhrál 22letý Jack Draper. Ve Stuttgartu se stal prvním britským šampionem singlové soutěže. Čtyhru ovládli Brazilci Rafael Matos s Marcelem Melem, kteří získali premiérovou společnou trofej.

## Rozdělení bodů a finančních odměn

### Rozdělení bodů
| Soutěž  | Soutěž      | vítězové | finalisté | semifinalisté | čtvrtfinalisté | 16 v kole | 28 v kole | Q  | Q2 | Q1 |
| ------- | ----------- | -------- | --------- | ------------- | -------------- | --------- | --------- | -- | -- | -- |
| dvouhra | [ 1 ] [ 5 ] | 250      | 165       | 100           | 50             | 25        | 0         | 13 | 7  | 0  |
| čtyřhra | [ 6 ]       | 250      | 150       | 90            | 45             | 0         | —         | —  | —  | —  |

Vysvětlivky
1. ↑  Nasazení s volným losem do druhého kola v případě prohry neobdrželi žádné body.'"`UNIQ--ref-00000012-QINU`"'

### Finanční odměny
| Soutěž                                | Soutěž      | vítězové  | finalisté | semifinalisté | čtvrtfinalisté | 16 v kole | 28 v kole | Q2      | Q1      |
| ------------------------------------- | ----------- | --------- | --------- | ------------- | -------------- | --------- | --------- | ------- | ------- |
| dvouhra                               | [ 1 ] [ 5 ] | 111 785 € | 65 205 €  | 38 335 €      | 22 215 €       | 12 900 €  | 7 880 €   | 3 940 € | 2 150 € |
| čtyřhra                               | [ 6 ]       | 38 840 €  | 20 780 €  | 12 180 €      | 6 810 €        | 4 010 €   | —         | —       | —       |
| částka ve čtyřhrách je uvedena na pár |             |           |           |               |                |           |           |         |         |

## Dvouhra mužů

### Nasazení
| Stát                           | Hráč               | ATP | Nasazení |
| ------------------------------ | ------------------ | --- | -------- |
| Německo                        | Alexander Zverev   | 4.  | 1.       |
| USA                            | Ben Shelton        | 15. | 2.       |
| Kazachstán                     | Alexandr Bublik    | 17. | 3.       |
| USA                            | Frances Tiafoe     | 26. | 4.       |
| Itálie                         | Lorenzo Musetti    | 30. | 5.       |
| Spojené království             | Jack Draper        | 39. | 6.       |
| Německo                        | Jan-Lennard Struff | 41  | 7        |
|                                | Roman Safiullin    | 42. | 8.       |
| Žebříček ATP k 27. květnu 2024 |                    |     |          |

### Jiné formy účasti
Následující hráči obdrželi divokou kartu do hlavní soutěže:
- Hamad Medjedović
- Denis Shapovalov
- Henri Squire

Následující hráč nastoupil pod žebříčkovou ochranou:
- Matteo Berrettini

Následující hráči postoupili z kvalifikace:
- James Duckworth
- Pierre-Hugues Herbert
- Matteo Martineau
- Giovanni Mpetshi Perricard

Následující hráč postoupil z kvalifikace jako šťastný poražený:
- Richard Gasquet

### Odhlášení
před zahájením turnaje
- Matteo Arnaldi → nahradil jej  Arthur Rinderknech
- Taylor Fritz → nahradil jej  Andy Murray
- Márton Fucsovics → nahradil jej  Flavio Cobolli
- Hubert Hurkacz → nahradil jej  Čang Č’-čen
- Jiří Lehečka → nahradil jej  Brandon Nakashima
- Tomáš Macháč → nahradil jej  Matteo Berrettini
- Alexander Zverev → nahradil jej  Richard Gasquet

## Mužská čtyřhra

### Nasazení
| Stát                                                                                    | Hráč            | Stát        | Hráč              | ATP | Nasazení |
| --------------------------------------------------------------------------------------- | --------------- | ----------- | ----------------- | --- | -------- |
| Německo                                                                                 | Kevin Krawietz  | Německo     | Tim Pütz          | 28. | 1.       |
| Spojené království                                                                      | Neal Skupski    | Nový Zéland | Michael Venus     | 38. | 2.       |
| Spojené království                                                                      | Lloyd Glasspool | Nizozemsko  | Jean-Julien Rojer | 63. | 3.       |
| Uruguay                                                                                 | Ariel Behar     | Česko       | Adam Pavlásek     | 69. | 4.       |
| Žebříček ATP k 27. květnu 2024; číslo je součtem žebříčkového postavení obou členů páru |                 |             |                   |     |          |

### Jiné formy účasti
Následující páry obdržely divokou kartu do hlavní soutěže:
- Dustin Brown /  Sebastian Ofner
- Benjamin Hassan /  Daniel Masur

### Odhlášení
před zahájením turnaje
- Marcelo Arévalo /  Mate Pavić → nahradili je  Marcus Daniell /  Marcos Giron
- Simone Bolelli /  Andrea Vavassori → nahradili je  Constantin Frantzen /  Hendrik Jebens
- Rohan Bopanna /  Matthew Ebden → nahradili je  Yannick Hanfmann /  Dominik Koepfer
- Sadio Doumbia /  Fabien Reboul → nahradili je  Théo Arribagé /  Sadio Doumbia
- Tomáš Macháč /  Čang Č’-čen → nahradili je  Victor Vlad Cornea /  Čang Č’-čen

## Přehled finále

### Mužská dvouhra
- Jack Draper vs.  Matteo Berrettini, 3–6, 7–6(7–5), 6–4

### Mužská čtyřhra
- Rafael Matos /  Marcelo Melo vs.  Julian Cash /  Robert Galloway, 3–6, 6–3, [10–8]